# Astragalus khajiboulaghensis
Astragalus khajiboulaghensis es una especie de planta del género Astragalus, de la familia de las leguminosas, orden Fabales.

## Distribución
Astragalus khajiboulaghensis se distribuye por Irán.

## Taxonomía
Fue descrita científicamente por A. A. Maassoumi. Fue publicada en Mitt. Bot. Staatssamml. München 29: 505 (1990).